# Lúcia Braga
Ana Lúcia Navarro Braga (n. 13 decembrie 1934, João Pessoa, Paraíba, Brazilia – d. 8 mai 2020, João Pessoa, Paraíba, Brazilia), cunoscută de obicei doar sub numele de Lúcia Braga, a fost o politiciană, asistentă socială și avocată braziliană, originară din statul Paraíba.

## Carieră
Înainte de a urma o carieră în politică, Braga a absolvit în două specializări, asistență socială în 1959 și drept în 1973.
În 1982, soțul său, Wilson Braga, a fost ales guvernator al Paraíba. Prin urmare, Lucia avut rolul de Primă Doamnă de Paraiba între 1983 și 1987.
În 1986, a fost aleasă membră a Camerei Deputaților, reprezintând statul său natal Paraíba. A fost la putere din 1987 până în 1995.
În 1994, a decis să candideze la alegerile statului Paraíba, cu scopul de a deveni guvernator, dar nu a reușit să câștige.
În 1998, a fost aleasă membră a Adunării Legislative din Paraiba și a deținut această funcție din 1999 până în 2003.
În 2002, Braga a fost aleasă din nou ca membră a Camerei Deputaților pentru Paraíba. A fost la putere din 2003 până în 2007.

## Viață personală
Braga a fost căsătorită cu Wilson Braga, un politician care și el a deținut mai multe funcții politice, precum guvernator de Paraiba (1983-1987), membru al Camerei Deputaților din Paraíba (1967-1982, 1995-2003 și 2007-2011) și primar al João Pessoa (1989-1990), printre altele.

## Deces
Pe 8 mai 2020, Braga a murit la vârsta de 85 de ani, în timpul pandemiei de COVID-19, după ce a fost spitalizată în João Pessoa ca urmare a unei infecții de tract urinar. Trei zile mai târziu, familia sa a confirmat că a fost infectată și a decedat din cauza COVID-19, după ce un rezultat pozitiv a fost confirmat post-mortem.